# Klassenpfad
Ein Klassenpfad (oder Klassensuchpfad) ist eine Pfadangabe auf ein oder mehrere Verzeichnisse, in der eine Laufzeitumgebung oder ein Entwicklungswerkzeug nach benötigten Komponenten sucht, zum Beispiel referenzierten Klassenbibliotheken. In Java werden Klassenpfade über Umgebungsvariablen festgelegt oder beim Aufruf eines Programms als Kommandozeilenparameter übergeben.

## Setzen eines Klassenpfades im Java-Compiler
Wird der Java-Compiler genutzt, lässt sich der Klassenpfad mit dem Attribut classpath setzen. Mehrere Pfade müssen mit Strichpunkten getrennt aufgelistet werden (unter unixähnlichen Systemen mit einem Doppelpunkt).
Beispiel in der Windows-Konsole:
```
javac -classpath "c:\Java\foo.jar;c:\Java\bar.jar" MySoftware.java
```

Erklärung:
- javac ist der Befehl zum Aufrufen des Java-Compilers.
- classpath ist die Option zum Setzen eines oder mehrerer Klassenpfade.
- c:\Java\foo.jar und c:\Java\bar.jar sind die einzubindenden Klassenbibliotheken.
- MySoftware.java ist die zu kompilierende Datei.